# Mimosa antrorsa
Mimosa antrorsa är en ärtväxtart som beskrevs av George Bentham. Mimosa antrorsa ingår i släktet mimosor, och familjen ärtväxter. Inga underarter finns listade i Catalogue of Life.